# 山本千鶴
山本 千鶴（やまもと ちづる）は、日本の女性声優。

## 出演

### テレビアニメ
1978年
- 無敵鋼人ダイターン3（チアガールC、ソルジャーE）

1979年
- ドラえもん（テレビ朝日版第一期）（女の子）

1980年
- ずっこけナイトドンデラマンチャ（姉A、女）
- 太陽の使者 鉄人28号

1981年
- 宇宙戦士バルディオス（シスター）

1982年
- 新・ど根性ガエル
- The・かぼちゃワイン（秘書、女）
- 魔境伝説アクロバンチ（同・少女時代、マリア）
- 六神合体ゴッドマーズ

1983年
- みゆき（安子、女生徒）

1984年
- ルパン三世 PARTIII

1991年
- 八百八町表裏 化粧師（花魁）

1993年
- 忍たま乱太郎（トモミのママ）

1995年
- クレヨンしんちゃん（マンションの住人）

### 劇場アニメ
1991年
- ドラミちゃん アララ・少年山賊団!（ゴロの母）

### OVA
1991年
- スケバン刑事

### 吹き替え
- 恐竜家族（ケイティー）